# X級潛艇
X級潛艇（德語：或稱）是第二次世界大戰中納粹德國海軍使用的一級潛艇，原先設計為遠航佈雷潛艇，但在戰爭後期也兼任了遠洋運輸的工作，如同IX級潛艇D型和義大利皇家海軍的羅莫洛級潛艇（Romolo）。

## 歷史
X級潛艇原先被設計用以佈署新式的Schachtmine（SMA）錨雷。在其最初設計中，潛艇為提供空間儲放乾燥的水雷，在佈雷前需要個別將其雷管進行調整，且預估潛艇排水量將會有2,500噸。另一種被稱為X-A型的方案則是擁有額外附有马鞍状水箱的儲倉來裝載其他水雷，但以上2種都並未投入生產。
最後德國生產了共8艘X-B型潛艇，取代了原本的X-A型方案。船體最多可攜帶18枚水雷，以及額外48枚水雷可置於兩側12座的船軸。X-B型潛艇只有2座位於船尾的魚雷發射管。同時也可作為運輸、載貨的潛艇。
第一艘X-B型潛艇於1941年5月下水。水下排水量多達2,710噸（滿載），它們是德國建造過最大艘的潛艇，也因此犧牲了速度與機動性。

## 服役歷史
8艘X級潛艇有6艘在戰爭中損失，僅2艘在二戰後倖存。一艘為U-234号，它於1945年5月14日向美國海軍投降，當時U-234号正準備前往日本轉交560公斤的氧化鈾、2架Me 262噴氣式戰鬥機和10座噴射引擎。
另一艘倖存潛艇為U-219号，它於1944年12月前往日本佔領的雅加達，預計轉交已被拆除的V-2火箭給日本。隨著德國投降，U-219号於1945年7月15日改入大日本帝國海軍中服役，艦編號為伊-505号。

## 同型艦列表
德國共投入了8艘X級潛艇使用：
| - U-116号 - U-117号 - U-118号 - U-119号 | - U-219号 - U-220号 - U-233号 - U-234号 |

## 損失
共有6艘X級B型潛艇因為各種原因而損失了：
- U-116号最後於1942年10月6日得知其在北大西洋，之後被推定已沉沒。
- U-117号於1943年8月7日在北大西洋被盟軍卡號護航航空母艦（Card）艦載機擊沉。
- U-118号於1943年6月12日在加那利群岛被盟軍博格號護航航空母艦（Bogue）艦載機擊沉。
- U-119号於1943年6月24日在比斯開灣被英軍歐掠鳥號護衛艦（Starling）撞沉。
- U-220号於1943年10月28日在北大西洋被布洛克島護航航空母艦（Block Island）艦載機擊沉。
- U-233号於1944年7月5日在哈利法克斯南部海域被貝克號（Baker）和湯瑪斯號護衛驅逐艦（Thomas）共同擊沉。

## 資料來源
1. ↑  Williamson，第53頁。